# Harry G. Levine
Harry Gene Levine (* 1945) ist ein US-amerikanischer Soziologe. Er zählt zu den Vertretern der Sozialwissenschaftlichen Suchtforschung.
Levine ist Professor für Soziologie am Queens College der City University of New York. Seinen Doktortitel (Ph.D.) für Soziologie erhielt er von der University of California, Berkeley, den Bachelor-Abschluss machte er an der Brandeis University. In Forschung und Lehre widmet er sich der Drogenpolitik im historischen Zusammenhang. Er problematisierte, dass im Zusammenhang von Marihuanabesitz und -handel in New York unverhältnismäßig mehr junge Afroamerikaner und Lations verfolgt und verurteilt wurden als junge Weiße, obwohl sie weniger Marihuana konsumierten hatten als die Vergleichsgruppe von Weißen.

## Schriften (Auswahl)
- Demon of the middle class. Self-control, liquor, and the ideology of temperance in 19th century America. Dissertationsschrift,  University of California at Berkeley, 1978.
- Herausgeber mit Craig Reinarman: Crack in America. Demon drugs and social justice. University of California Press, Berkeley 1997, ISBN 0520202414
- Mit Deborah Peterson Small: Marijuana arrest crusade. Racial bias and police policy in New York City 1997–2007. New York Civil Liberties Union, New York 2008.
- Mit Jon B Gettman und Loren Siegel: Targeting blacks for marijuana. Possession arrests of African Americans in California, 2004–08. Drug Policy Alliance, New York 2010.

### Übersetzungen ins Deutsche
- Die Entdeckung der Sucht – Wandel der Vorstellungen über Trunkenheit in Nordamerika. In:  Gisela Völger und Karin von Welck (Hrsg.): Rausch und Realität. Drogen im Kulturvergleich. Band 1, Rowohlt, Reinbek bei Hamburg 1982, ISBN 978-3-499-34006-2, S. 212–224.
- Mäßigkeitsbewegung und Prohibition in den USA. In:  Gisela Völger und Karin von Welck (Hrsg.): Rausch und Realität. Drogen im Kulturvergleich. Band 1, Rowohlt, Reinbek bei Hamburg 1982, ISBN 978-3-499-34006-2, S. 241–251.